# Верхотуров, Виталий Михайлович
Виталий Михайлович Верхотуров (род. 27 июня 1981) — российский дзюдоист, чемпион и призёр чемпионатов России, чемпион России среди кадетов (1996 год), обладатель и призёр этапов Кубка мира и Суперкубка мира, мастер спорта России международного класса, обладатель 3-го дана по дзюдо.

## Биография
Живёт в Сочи. Участвовал в эстафете Олимпийского огня в Сочи. Директор сочинской СДЮСШОР № 7.

## Спортивные результаты
- Чемпионат России по дзюдо 2002 года — ;
- Чемпионат России по дзюдо 2004 года — ;
- Чемпионат России по дзюдо 2007 года — ;
- Кубок мира по дзюдо в Праге 2008 года — ;
- Суперкубок мира по дзюдо в Москве 2006 года — ;
- Кубок мира по дзюдо в Минске 2006 года — ;